# Cutina
Cutina is een geslacht van vlinders van de familie spinneruilen (Erebidae), uit de onderfamilie Catocalinae.

## Soorten
- C. albopunctella Walker, 1866
- C. aluticolor Pogue & Ferguson, 1998
- C. arcuata Pogue & Ferguson, 1998
- C. distincta Grote, 1882